# Ouro Verde (kommun i Brasilien, São Paulo, lat -21,53, long -51,75)
Ouro Verde är en kommun i Brasilien.   Den ligger i delstaten São Paulo, i den södra delen av landet, 800 km sydväst om huvudstaden Brasília. Antalet invånare är 7 794.
Följande samhällen finns i Ouro Verde:
- Ouro Verde

Trakten runt Ouro Verde består i huvudsak av gräsmarker. Runt Ouro Verde är det ganska glesbefolkat, med 26 invånare per kvadratkilometer.